# Eretz Nehederet

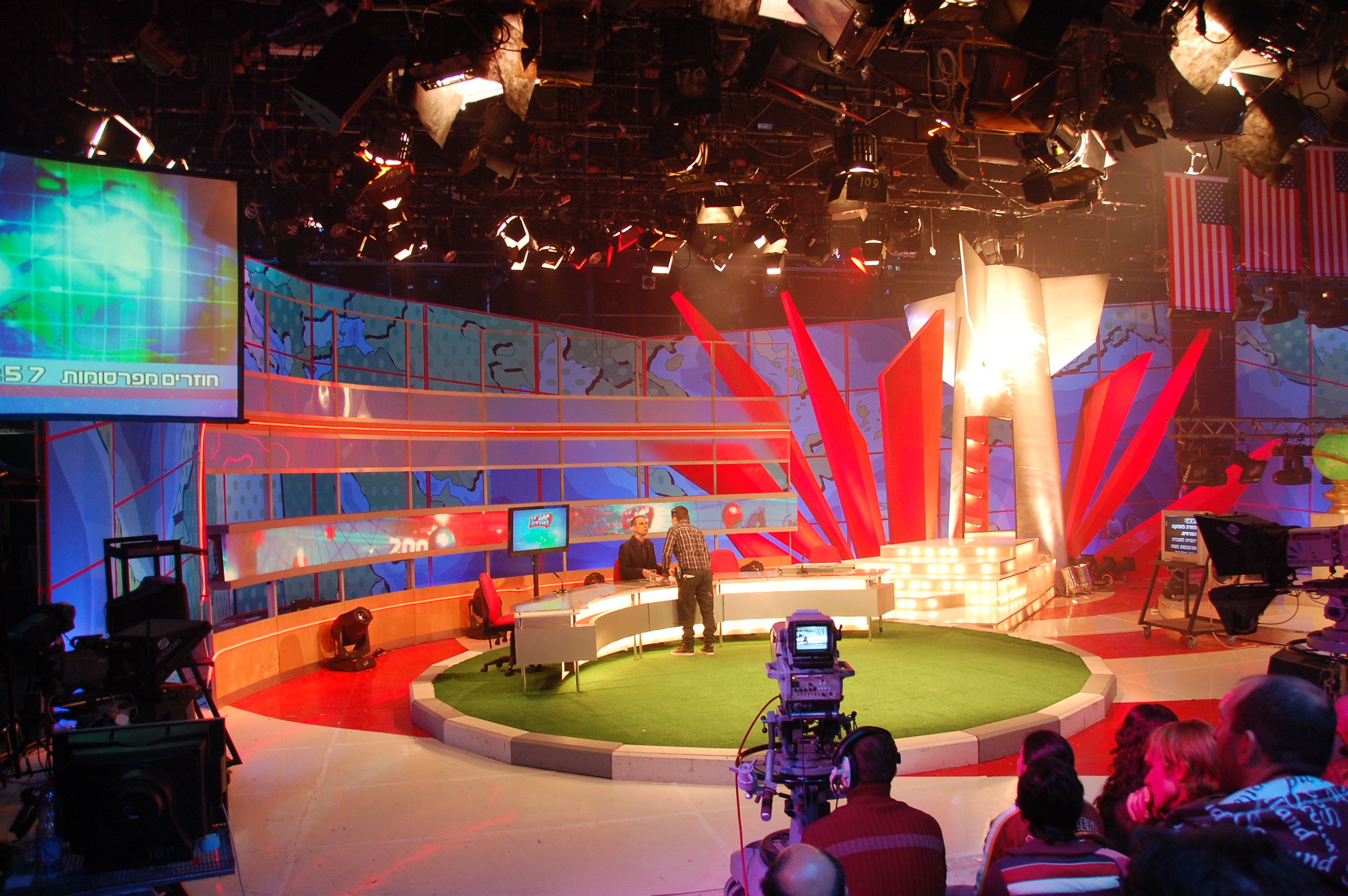
Eretz Nehederet

Eretz Nehederet (hebreo: ארץ נהדרת, literalmente Tierra Maravillosa) es un programa cómico israelí basado principalmente en temas políticos. Desde fines de 2003 el programa, hace un recuento de los hechos ocurridos en la semana con un perspectiva cómica. El programa es actualmente el más visto de la televisión israelí.
Los participantes del programa son los comediantes: Tal Friedman, Eyal Kitzis, Alma Zak, Asi Cohen, Eli Finish, Mariano Edelman, Yuval Samo, Maor Cohen y Shani Cohen.
- Datos: Q2910877
- Multimedia: Eretz Nehederet / Q2910877